# Surinaamse parlementsverkiezingen 1892
De Surinaamse parlementsverkiezingen in 1892 vonden plaats in maart van dat jaar. 
Er konden drie leden voor de Koloniale Staten gekozen worden in verband met het periodiek aftreden van H. Barnett, C.J. Heylidy en C.H. van Meurs.
| Kandidaat                                        | Stemmen in de eerste ronde | resultaat |
| ------------------------------------------------ | -------------------------- | --------- |
| H. Barnett                                       | 93                         | gekozen   |
| A.J. da Costa                                    | 7                          | x         |
| F.C. Gefken                                      | 18                         | x         |
| C.J. Heylidy                                     | 116                        | gekozen   |
| A.E.J.W. Juta                                    | 6                          | x         |
| C.H. van Meurs                                   | 114                        | gekozen   |
| G.J. Vanier                                      | 11                         | x         |
| meerdere andere personen met 5 of minder stemmen |                            |           |

Bij deze verkiezingen mochten alleen mannen die aan bepaalde voorwaarden voldeden (censuskiesrecht) stemmen. Bij de eerste ronde waren er 137 geldig uitgebrachte stembiljetten waarbij een kiezer voor meer dan een kandidaat kon stemmen. Er waren drie zetels te verdelen en om in de eerste ronde gekozen te kunnen worden had een kandidaat de stem nodig van meer dan de helft van de geldig uitgebrachte stembiljetten (minstens 69 stemmen). Precies drie kandidaten voldeden aan die voorwaarde zodat er geen tweede ronde nodig was.
Na deze verkiezingen had de Koloniale Staten de volgende dertien leden:
| Naam              | Gepland jaar van aftreding | Bijzonderheden                      |
| ----------------- | -------------------------- | ----------------------------------- |
| D. Juda*          | 1893                       | voorzitter                          |
| C.J. Heylidy      | 1898                       | vicevoorzitter                      |
| A.H. van Geyt*    | 1893                       | in 1892 opgevolgd door I. da Costa* |
| J.F. Green*       | 1893                       |                                     |
| S.M. Swijt*       | 1893                       |                                     |
| A.H. de Granada   | 1894                       |                                     |
| J.E. Muller       | 1894                       |                                     |
| H. d'Angremond    | 1894                       |                                     |
| G.H. Barnet Lijon | 1896                       | in 1892 opgevolgd door F.C. Gefken  |
| M.S. van Praag    | 1896                       |                                     |
| A. Salomons       | 1896                       |                                     |
| H. Barnett        | 1898                       |                                     |
| C.H. van Meurs    | 1898                       |                                     |

* = benoemd door de gouverneur